# Metalectra contactoides
Metalectra contactoides là một loài bướm đêm trong họ Erebidae.